# Juan Carlos Heredia

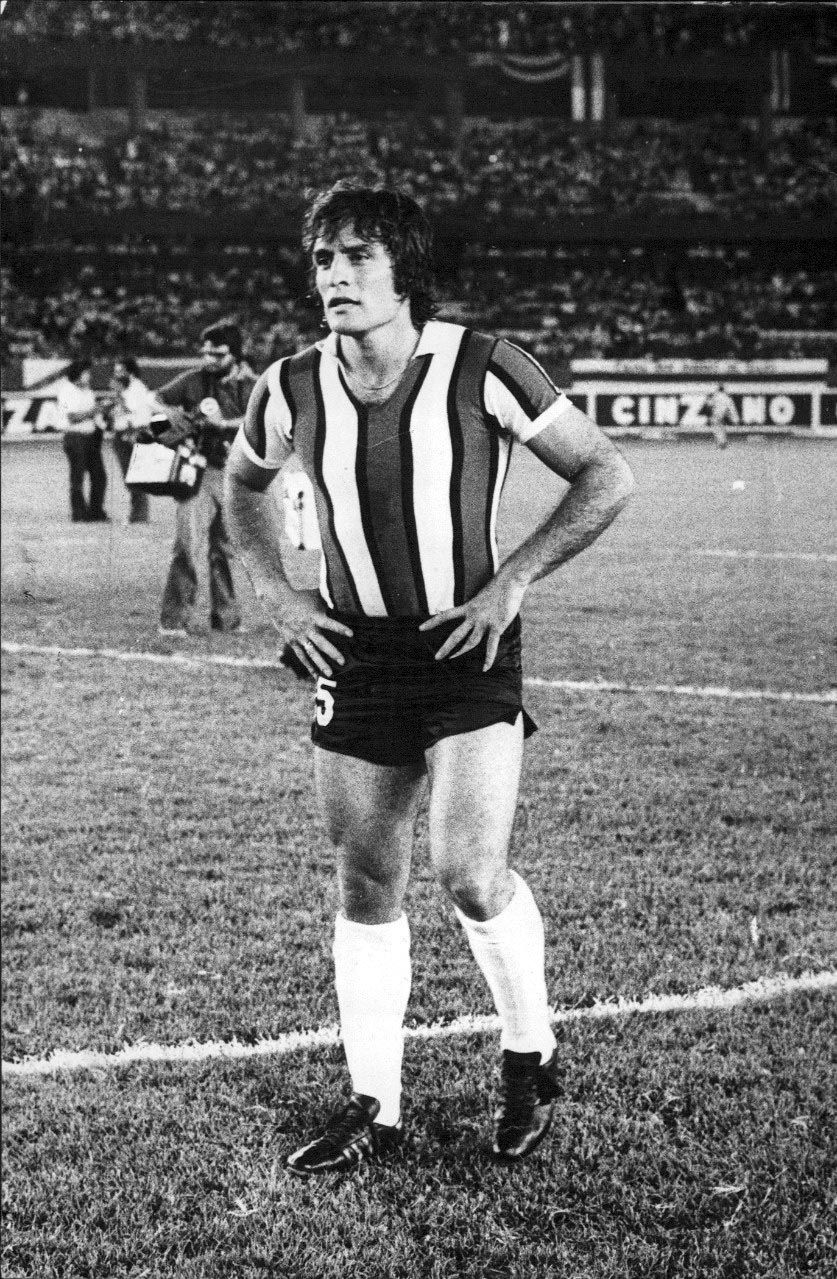
Juan Carlos Heredia

Juan Carlos Heredia (Córdoba, 1 mei 1952) is een voormalig Argentijns voetballer. Hij speelde als aanvaller.

## Clubvoetbal
Heredia vertrok samen met zijn landgenoot Bernardo Fernández Cos begin jaren zeventig van CA Belgrano naar FC Barcelona. Aangezien buitenlanders destijds niet in de Spaanse Primera División mochten spelen, kon Heredia niet voor FC Barcelona spelen in de competitie. Hij werd in het seizoen 1972/1973 verhuurd aan FC Porto. Vanaf 1973 waren twee buitenlanders per club toegestaan en Heredia kon hierdoor spelen in de Primera División. Het seizoen 1973/1974 bracht hij op huurbasis door bij Elche CF, waarna de Argentijn van 1974 tot 1980 voor FC Barcelona speelde. In 1980 verliet Heredia de club om bij de Argentijnse topclub River Plate te gaan spelen.

## Nationaal elftal
In 1975 verkreeg Heredia de Spaanse nationaliteit en hij speelde eind jaren zeventig drie interlands voor het Spaans nationaal elftal. Zijn debuut was op 15 november 1978 tegen Rusland. De aanvaller speelde daarna nog op  
13 december 1978 tegen Cyprus en op 10 oktober 1979 tegen Joegoslavië.